# گردش کار
گردش کار (به انگلیسی: workflow) به مجموعه‌ای از فعالیت‌ها اطلاق می‌شود که برای تکمیل یک وظیفه لازم است. به بیانی دیگر، گردش کار به افراد در مستندسازی و مدیریت وظایف در پروژه‌ها کمک می‌کند و این امر با پیاده‌سازی فرایندهای کاری روی مستندات محقق می‌شود. گردش کار به سازگاری فرایندهای کاری در سازمان‌ها کمک می‌کند و همچنین میزان تأثیرگذاری سازمان‌ها و تولیدات را با مدیریت وظایف و مراحلی که در فرایندهای کاری وجود دارند، بهبود می‌دهد.
سازمان‌ها از گردش کار برای مشارکت کارکنان در انجام وظیفه و همگام‌سازی داده‌ها در بین سامانه‌ها (سیستم‌ها) استفاده می‌کنند و از آن در رسیدن به اهدافی چون بهره‌وری، مسئولیت‌پذیری و سود بیشتر بهره می‌جویند. گردش کار گاهی به‌عنوان مجموعه‌ای از وظایف که یک خروجی را تولید می‌کنند، تعریف می‌شود. به‌علاوه، گردش کار به جابه‌جایی خودکار مستندات یا داده‌ها در یک توالی از فعالیت‌ها و وظایف که به یک فرایند مربوط می‌شوند نیز گفته می‌شود.
از گردش کار می‌توان با امکانِ اضافه کردن منطق کسب‌وکار به مستندات و آیتم‌ها در فرایند کاری، برای واپایی (کنترل) فرایندهای کسب‌وکاری در یک سازمان استفاده کرد. منطق کاری مجموعه‌ای از دستورالعمل‌هاست، و گردش کار، این مجموعه از دستورالعمل‌ها را که باید در طی فرایند بر روی یک مستند یا آیتم اتفاق بیفتد مشخص و واپایی می‌کند. گردش کار هزینه و زمان را در اجرای فرایندهای کاری با نظارت بر آن‌ها کاهش می‌دهد.